# CubeSat
CubeSat (произнася се „кюбсат“) представлява малък изкуствен спътник (наносателит, пикосателит), конструиран съгласно стандарта CubeSat Design Specification. В стандарта са дефинирани няколко размера сателити, като най-малкият (и най-често използваният) се обозначава с 1U (от unit – „единица“) и има формата на куб с ръб 10 cm.
Стандартът и програмата за многостранно сътрудничество са създадени през 1999 г. от Калифорнийския политехнически щатски университет (California Polytechnic State University) в сътрудничество със Станфордския университет с цел унификация и намаляване на разходите по извеждане в орбита на малки спътници. От това се възползват много университети, за чиито ограничени бюджети това е единственият начин да придобият практически опит с реални сателити. Разходите по конструирането и изстрелването на един такъв сателит са в диапазона $65 000 – $80 000.

## Разгръщащи устройства
Разгръщащото устройство („разгръщач“) е своеобразен механически и електрически интерфейс между ракетата-носител и сателита. То представлява правоъгълен контейнер, в който се поставят кюбсатите и който от своя страна е прикрепен към ракетата. Когато се достигне желаната орбита, ракетата подава сигнал към разгръщача и той изтласква сателитите навън – разгръща ги.
Първото разгръщащо устройство – P-POD – е проектирано от Калифорнийския политехнически университет и може да разгръща всички сателити, създадени съгласно CubeSat – стандарта. След него са създадени и други подобни устройства, някои от които предоставят повече възможности и могат да разгръщат и сателити, отклоняващи се от стандарта.

### P-POD
Poly Picosatellite Orbital Deployer („Множествен орбитален разгръщач на пикосателити“) е оригиналният разгръщач, създаден успоредно със стандарта и най-точно отговарящ на него. Последната му версия е P-POD Mk III и внася някои подобрения като по-голяма гъвкавост при дизайна на кюбсатите, както и съвместимост с повече ракети-носители. Допълнителните възможности при дизайна на сателитите се отразяват в новите преразглеждания на стандарта.
P-POD представлява контейнер с вътрешни размери 34×10×10 cm и може да обслужи три 1U кюбсата или един с размер 3U. От вътрешната страна, по протежение на четирите ръба, има релси, по които се плъзгат сателитите, изтласквани от пружинен механизъм при разгръщане. Изработен е от анодиран алуминий 7075.

### T-POD
Tokyo Picosatellite Orbital Deployer е разгръщач за един-единствен 1U кюбсат. Създаден е от Токийския технически университет и е използван за първи път с изстрелването на ракета Рокот на 30 юни 2003 г. С този полет са разгърнати общо 6 кюбсата – два от които използващи по един T-POD.

### X-POD
eXperimental Push Out Deployer е система за разгръщане, проектирана от Института по космически изследвания към Торонтския университет (University of Toronto Institute for Aerospace Studies). Системата включва разнообразие от модели, способни да разгръщат най-различни наносателити (включително и CubeSat) от почти всички ракети-носители.  Разгръщачите обслужват по един-единствен сателит, като моделите X-POD Single и X-POD Triple обслужват съответно 1U и 3U кюбсати. X-POD GNB (Generic Nanosatellite Bus – „Обща наносателитна шина“) моделите предоставят алтернатива на CubeSat и са първоначално създадени за собствената CanX програма за наносателити на Канада, но са отворени за обслужване и на други сателити.
Първият полет на X-POD е на борда на PSLV-C9 на 28 април 2008 г. Изстреляни са 10 спътника – 2 традиционни и 8 наносателита, от които 6 разгърнати чрез X-POD.

### ISIPOD
ISIPOD е разгръщач на холандската компания Innovative Solutions In Space. Може да обслужва 1U, 2U и 3U кюбсати и такива с нестандартни размери при поискване. Може да обслужва кюбсати с по-голяма маса от P-POD – до 2 kg за 1U.

## CubeSat спецификация
Стандартът CubeSat Design Specification описва механични, електрични и други изисквания, на които трябва да отговаря един кюбсат, за да може да ползва услугите на съвместимо с кюбсат разгръщащо устройство. При необходимост, в стандарта е предвидена процедура за заявяване на отклонения от спецификацията.
Кюбсатът трябва да има 4 релси; в краищата на две срещулежащи релси се монтират пружинни фиксатори; в края на една или две от другите релси трябва да има ключ за разгръщане, който да гарантира, че сателитът е неактивен до разгръщане.
Някои от основните изисквания към сателитите са:
- маса до 1,33 kg за 1U или до 4 kg за 3U сателити
- размери 10×10×10 cm за 1U или 10×10×30 cm за 3U
- центърът на тежестта на сателита трябва да се намира в радиус от 2 cm от геометричния център
- релсите и дистанционерите на краищата им трябва да бъдат от анодирана алуминиева сплав 7075 или 6061
- всичката електроника трябва да е неактивна по време на полета